# Esteban Canal
(Aleksandr Alechin)
Esteban Canal (Chiclayo, 19 aprile 1896 – Cocquio Trevisago, 14 febbraio 1981) è stato uno scacchista peruviano con cittadinanza italiana, Grande Maestro "Honoris Causa".

## Biografia
Nato in Perù, si imbarca all'età di quattordici anni su un veliero e approda in Europa.
Nel 1916 vince il torneo locale del Circolo Augusteo di Lipsia. Giunto in Italia, dove rimase per il resto della sua vita, si mise in luce classificandosi secondo nel torneo internazionale di Trieste 1923, a mezzo punto dal vincitore Paul Johner ma davanti a giocatori del calibro di Yates e Tarrasch.
Nel 1926 conferma le sue doti giungendo secondo a pari merito con Rudolf Spielmann e David Przepiórka nel torneo di Merano, vinto da Edgar Colle. Partecipa ai tornei di Budapest 1929 e Carlsbad 1929, vincendo partite contro Spielmann, Sämisch, Johner, Becker e Mattisons. Sempre a Budapest, nel 1932 è secondo dietro a Maróczy e nel 1933 vince il torneo davanti a fortissimi maestri quali Andor Lilienthal, Lajos Steiner e Erich Eliskases.
Dopo questo grande risultato il campione del mondo Alechin disse di lui:
In seguito ottenne ancora notevoli risultati: 5º a Ostrava 1933, 1º a Reus 1936 a pari merito con Silbermann. Nel 1947 vince il torneo internazionale di Reggio Emilia senza subire alcuna sconfitta ed è secondo alla pari con O'Kelly a Venezia. Nel 1948 vince il torneo nazionale di Bari ed è ancora secondo (alla pari con Gideon Barcza) nel torneo di Venezia, vinto da Miguel Najdorf.
Nel 1950 ottenne dalla FIDE il titolo di Maestro Internazionale e nel 1977 il titolo di Grande maestro "Honoris Causa".
Scrisse un libro sul torneo di Capodanno di Reggio Emilia del 1951 e un libro sul centro partita: Strategia di Avamposti (1948), ripubblicato nel 1992 con il titolo Strategia degli Avamposti dalle Messaggerie Scacchistiche. Collaborò con molti articoli alla rivista "L'Italia Scacchistica".
Trascorse gli ultimi anni della sua vita a Cocquio-Trevisago, in provincia di Varese, dando lezioni di scacchi nel vicino circolo di Gavirate, presieduto da Francesco Mondini, e a Gallarate, dove strinse amicizia con Pasquale Ricciardi, presidente del Club degli scacchi di Gallarate. Morì nel 1981 e venne sepolto nel cimitero di Cocquio.
Dopo la sua morte il circolo scacchistico di Gavirate si trasferì a Cocquio-Trevisago e in suo onore cambiò nome in Società Scacchistica Esteban Canal Cocquio.

## Opere
Nel 1948 Canal scrisse Strategia di Avamposti, dove per avamposto si intende il pedone più avanzato del proprio schieramento, in particolare il pedone che ha raggiunto o superato la quarta traversa della scacchiera, che secondo il maestro peruviano, «conquista lo spazio ai propri pezzi e, in collaborazione coi compagni vicini, crea la costruzione strategica dalla quale scaturirà, poi, tutto il dinamismo tattico della posizione». Il testo illustra e commenta cinquanta partite di Canal giocate con i migliori giocatori dell'epoca, come Nimzowitsch, Rubinstein, Capablanca.
Dal 1962 al 1978 Canal curò una rubrica di scacchi sulla rivista italiana Fenarete Letture d’Italia, i cui articoli sono stati raccolti nel libro 64 lezioni di scacchi.

## L'immortale peruviana
In una simultanea a Budapest del 1934 Canal giocò una partita ora nota come "l'immortale peruviana", in cui sacrificò due torri e la donna, concludendo con il matto di Boden alla 14ª mossa.
Fred Reinfeld commentò così la partita: - "Quando Anderssen sacrificò due torri, la donna, ecc., contro Kieseritzky, la partita fu definita "l'immortale", ma sarebbe più corretto chiamarla "una partita immortale" perché da allora sono state giocate molte partite che potrebbero ambire a questo titolo. Tra queste vi è questa piccola gemma, per la quale Canal può aver speso meno di cinque minuti. Una partita che ha lo splendore di un'improvvisazione di Liszt".
|   | a | b | c | d | e | f | g | h |   |
| 8 | c8 re del nero · d8 torre del nero · g8 cavallo del nero · h8 torre del nero · a7 pedone del nero · b7 pedone del nero · d7 cavallo del nero · f7 pedone del nero · g7 pedone del nero · h7 pedone del nero · c6 pedone del nero · e6 pedone del nero · a5 donna del nero · b4 alfiere del nero · d4 pedone del bianco · f4 alfiere del bianco · a3 pedone del bianco · c3 cavallo del bianco · f3 donna del bianco · h3 pedone del bianco · b2 pedone del bianco · c2 pedone del bianco · e2 alfiere del bianco · f2 pedone del bianco · g2 pedone del bianco · a1 torre del bianco · e1 re del bianco · h1 torre del bianco | c8 re del nero · d8 torre del nero · g8 cavallo del nero · h8 torre del nero · a7 pedone del nero · b7 pedone del nero · d7 cavallo del nero · f7 pedone del nero · g7 pedone del nero · h7 pedone del nero · c6 pedone del nero · e6 pedone del nero · a5 donna del nero · b4 alfiere del nero · d4 pedone del bianco · f4 alfiere del bianco · a3 pedone del bianco · c3 cavallo del bianco · f3 donna del bianco · h3 pedone del bianco · b2 pedone del bianco · c2 pedone del bianco · e2 alfiere del bianco · f2 pedone del bianco · g2 pedone del bianco · a1 torre del bianco · e1 re del bianco · h1 torre del bianco | c8 re del nero · d8 torre del nero · g8 cavallo del nero · h8 torre del nero · a7 pedone del nero · b7 pedone del nero · d7 cavallo del nero · f7 pedone del nero · g7 pedone del nero · h7 pedone del nero · c6 pedone del nero · e6 pedone del nero · a5 donna del nero · b4 alfiere del nero · d4 pedone del bianco · f4 alfiere del bianco · a3 pedone del bianco · c3 cavallo del bianco · f3 donna del bianco · h3 pedone del bianco · b2 pedone del bianco · c2 pedone del bianco · e2 alfiere del bianco · f2 pedone del bianco · g2 pedone del bianco · a1 torre del bianco · e1 re del bianco · h1 torre del bianco | c8 re del nero · d8 torre del nero · g8 cavallo del nero · h8 torre del nero · a7 pedone del nero · b7 pedone del nero · d7 cavallo del nero · f7 pedone del nero · g7 pedone del nero · h7 pedone del nero · c6 pedone del nero · e6 pedone del nero · a5 donna del nero · b4 alfiere del nero · d4 pedone del bianco · f4 alfiere del bianco · a3 pedone del bianco · c3 cavallo del bianco · f3 donna del bianco · h3 pedone del bianco · b2 pedone del bianco · c2 pedone del bianco · e2 alfiere del bianco · f2 pedone del bianco · g2 pedone del bianco · a1 torre del bianco · e1 re del bianco · h1 torre del bianco | c8 re del nero · d8 torre del nero · g8 cavallo del nero · h8 torre del nero · a7 pedone del nero · b7 pedone del nero · d7 cavallo del nero · f7 pedone del nero · g7 pedone del nero · h7 pedone del nero · c6 pedone del nero · e6 pedone del nero · a5 donna del nero · b4 alfiere del nero · d4 pedone del bianco · f4 alfiere del bianco · a3 pedone del bianco · c3 cavallo del bianco · f3 donna del bianco · h3 pedone del bianco · b2 pedone del bianco · c2 pedone del bianco · e2 alfiere del bianco · f2 pedone del bianco · g2 pedone del bianco · a1 torre del bianco · e1 re del bianco · h1 torre del bianco | c8 re del nero · d8 torre del nero · g8 cavallo del nero · h8 torre del nero · a7 pedone del nero · b7 pedone del nero · d7 cavallo del nero · f7 pedone del nero · g7 pedone del nero · h7 pedone del nero · c6 pedone del nero · e6 pedone del nero · a5 donna del nero · b4 alfiere del nero · d4 pedone del bianco · f4 alfiere del bianco · a3 pedone del bianco · c3 cavallo del bianco · f3 donna del bianco · h3 pedone del bianco · b2 pedone del bianco · c2 pedone del bianco · e2 alfiere del bianco · f2 pedone del bianco · g2 pedone del bianco · a1 torre del bianco · e1 re del bianco · h1 torre del bianco | c8 re del nero · d8 torre del nero · g8 cavallo del nero · h8 torre del nero · a7 pedone del nero · b7 pedone del nero · d7 cavallo del nero · f7 pedone del nero · g7 pedone del nero · h7 pedone del nero · c6 pedone del nero · e6 pedone del nero · a5 donna del nero · b4 alfiere del nero · d4 pedone del bianco · f4 alfiere del bianco · a3 pedone del bianco · c3 cavallo del bianco · f3 donna del bianco · h3 pedone del bianco · b2 pedone del bianco · c2 pedone del bianco · e2 alfiere del bianco · f2 pedone del bianco · g2 pedone del bianco · a1 torre del bianco · e1 re del bianco · h1 torre del bianco | c8 re del nero · d8 torre del nero · g8 cavallo del nero · h8 torre del nero · a7 pedone del nero · b7 pedone del nero · d7 cavallo del nero · f7 pedone del nero · g7 pedone del nero · h7 pedone del nero · c6 pedone del nero · e6 pedone del nero · a5 donna del nero · b4 alfiere del nero · d4 pedone del bianco · f4 alfiere del bianco · a3 pedone del bianco · c3 cavallo del bianco · f3 donna del bianco · h3 pedone del bianco · b2 pedone del bianco · c2 pedone del bianco · e2 alfiere del bianco · f2 pedone del bianco · g2 pedone del bianco · a1 torre del bianco · e1 re del bianco · h1 torre del bianco | 8 |
| 7 | c8 re del nero · d8 torre del nero · g8 cavallo del nero · h8 torre del nero · a7 pedone del nero · b7 pedone del nero · d7 cavallo del nero · f7 pedone del nero · g7 pedone del nero · h7 pedone del nero · c6 pedone del nero · e6 pedone del nero · a5 donna del nero · b4 alfiere del nero · d4 pedone del bianco · f4 alfiere del bianco · a3 pedone del bianco · c3 cavallo del bianco · f3 donna del bianco · h3 pedone del bianco · b2 pedone del bianco · c2 pedone del bianco · e2 alfiere del bianco · f2 pedone del bianco · g2 pedone del bianco · a1 torre del bianco · e1 re del bianco · h1 torre del bianco | c8 re del nero · d8 torre del nero · g8 cavallo del nero · h8 torre del nero · a7 pedone del nero · b7 pedone del nero · d7 cavallo del nero · f7 pedone del nero · g7 pedone del nero · h7 pedone del nero · c6 pedone del nero · e6 pedone del nero · a5 donna del nero · b4 alfiere del nero · d4 pedone del bianco · f4 alfiere del bianco · a3 pedone del bianco · c3 cavallo del bianco · f3 donna del bianco · h3 pedone del bianco · b2 pedone del bianco · c2 pedone del bianco · e2 alfiere del bianco · f2 pedone del bianco · g2 pedone del bianco · a1 torre del bianco · e1 re del bianco · h1 torre del bianco | c8 re del nero · d8 torre del nero · g8 cavallo del nero · h8 torre del nero · a7 pedone del nero · b7 pedone del nero · d7 cavallo del nero · f7 pedone del nero · g7 pedone del nero · h7 pedone del nero · c6 pedone del nero · e6 pedone del nero · a5 donna del nero · b4 alfiere del nero · d4 pedone del bianco · f4 alfiere del bianco · a3 pedone del bianco · c3 cavallo del bianco · f3 donna del bianco · h3 pedone del bianco · b2 pedone del bianco · c2 pedone del bianco · e2 alfiere del bianco · f2 pedone del bianco · g2 pedone del bianco · a1 torre del bianco · e1 re del bianco · h1 torre del bianco | c8 re del nero · d8 torre del nero · g8 cavallo del nero · h8 torre del nero · a7 pedone del nero · b7 pedone del nero · d7 cavallo del nero · f7 pedone del nero · g7 pedone del nero · h7 pedone del nero · c6 pedone del nero · e6 pedone del nero · a5 donna del nero · b4 alfiere del nero · d4 pedone del bianco · f4 alfiere del bianco · a3 pedone del bianco · c3 cavallo del bianco · f3 donna del bianco · h3 pedone del bianco · b2 pedone del bianco · c2 pedone del bianco · e2 alfiere del bianco · f2 pedone del bianco · g2 pedone del bianco · a1 torre del bianco · e1 re del bianco · h1 torre del bianco | c8 re del nero · d8 torre del nero · g8 cavallo del nero · h8 torre del nero · a7 pedone del nero · b7 pedone del nero · d7 cavallo del nero · f7 pedone del nero · g7 pedone del nero · h7 pedone del nero · c6 pedone del nero · e6 pedone del nero · a5 donna del nero · b4 alfiere del nero · d4 pedone del bianco · f4 alfiere del bianco · a3 pedone del bianco · c3 cavallo del bianco · f3 donna del bianco · h3 pedone del bianco · b2 pedone del bianco · c2 pedone del bianco · e2 alfiere del bianco · f2 pedone del bianco · g2 pedone del bianco · a1 torre del bianco · e1 re del bianco · h1 torre del bianco | c8 re del nero · d8 torre del nero · g8 cavallo del nero · h8 torre del nero · a7 pedone del nero · b7 pedone del nero · d7 cavallo del nero · f7 pedone del nero · g7 pedone del nero · h7 pedone del nero · c6 pedone del nero · e6 pedone del nero · a5 donna del nero · b4 alfiere del nero · d4 pedone del bianco · f4 alfiere del bianco · a3 pedone del bianco · c3 cavallo del bianco · f3 donna del bianco · h3 pedone del bianco · b2 pedone del bianco · c2 pedone del bianco · e2 alfiere del bianco · f2 pedone del bianco · g2 pedone del bianco · a1 torre del bianco · e1 re del bianco · h1 torre del bianco | c8 re del nero · d8 torre del nero · g8 cavallo del nero · h8 torre del nero · a7 pedone del nero · b7 pedone del nero · d7 cavallo del nero · f7 pedone del nero · g7 pedone del nero · h7 pedone del nero · c6 pedone del nero · e6 pedone del nero · a5 donna del nero · b4 alfiere del nero · d4 pedone del bianco · f4 alfiere del bianco · a3 pedone del bianco · c3 cavallo del bianco · f3 donna del bianco · h3 pedone del bianco · b2 pedone del bianco · c2 pedone del bianco · e2 alfiere del bianco · f2 pedone del bianco · g2 pedone del bianco · a1 torre del bianco · e1 re del bianco · h1 torre del bianco | c8 re del nero · d8 torre del nero · g8 cavallo del nero · h8 torre del nero · a7 pedone del nero · b7 pedone del nero · d7 cavallo del nero · f7 pedone del nero · g7 pedone del nero · h7 pedone del nero · c6 pedone del nero · e6 pedone del nero · a5 donna del nero · b4 alfiere del nero · d4 pedone del bianco · f4 alfiere del bianco · a3 pedone del bianco · c3 cavallo del bianco · f3 donna del bianco · h3 pedone del bianco · b2 pedone del bianco · c2 pedone del bianco · e2 alfiere del bianco · f2 pedone del bianco · g2 pedone del bianco · a1 torre del bianco · e1 re del bianco · h1 torre del bianco | 7 |
| 6 | c8 re del nero · d8 torre del nero · g8 cavallo del nero · h8 torre del nero · a7 pedone del nero · b7 pedone del nero · d7 cavallo del nero · f7 pedone del nero · g7 pedone del nero · h7 pedone del nero · c6 pedone del nero · e6 pedone del nero · a5 donna del nero · b4 alfiere del nero · d4 pedone del bianco · f4 alfiere del bianco · a3 pedone del bianco · c3 cavallo del bianco · f3 donna del bianco · h3 pedone del bianco · b2 pedone del bianco · c2 pedone del bianco · e2 alfiere del bianco · f2 pedone del bianco · g2 pedone del bianco · a1 torre del bianco · e1 re del bianco · h1 torre del bianco | c8 re del nero · d8 torre del nero · g8 cavallo del nero · h8 torre del nero · a7 pedone del nero · b7 pedone del nero · d7 cavallo del nero · f7 pedone del nero · g7 pedone del nero · h7 pedone del nero · c6 pedone del nero · e6 pedone del nero · a5 donna del nero · b4 alfiere del nero · d4 pedone del bianco · f4 alfiere del bianco · a3 pedone del bianco · c3 cavallo del bianco · f3 donna del bianco · h3 pedone del bianco · b2 pedone del bianco · c2 pedone del bianco · e2 alfiere del bianco · f2 pedone del bianco · g2 pedone del bianco · a1 torre del bianco · e1 re del bianco · h1 torre del bianco | c8 re del nero · d8 torre del nero · g8 cavallo del nero · h8 torre del nero · a7 pedone del nero · b7 pedone del nero · d7 cavallo del nero · f7 pedone del nero · g7 pedone del nero · h7 pedone del nero · c6 pedone del nero · e6 pedone del nero · a5 donna del nero · b4 alfiere del nero · d4 pedone del bianco · f4 alfiere del bianco · a3 pedone del bianco · c3 cavallo del bianco · f3 donna del bianco · h3 pedone del bianco · b2 pedone del bianco · c2 pedone del bianco · e2 alfiere del bianco · f2 pedone del bianco · g2 pedone del bianco · a1 torre del bianco · e1 re del bianco · h1 torre del bianco | c8 re del nero · d8 torre del nero · g8 cavallo del nero · h8 torre del nero · a7 pedone del nero · b7 pedone del nero · d7 cavallo del nero · f7 pedone del nero · g7 pedone del nero · h7 pedone del nero · c6 pedone del nero · e6 pedone del nero · a5 donna del nero · b4 alfiere del nero · d4 pedone del bianco · f4 alfiere del bianco · a3 pedone del bianco · c3 cavallo del bianco · f3 donna del bianco · h3 pedone del bianco · b2 pedone del bianco · c2 pedone del bianco · e2 alfiere del bianco · f2 pedone del bianco · g2 pedone del bianco · a1 torre del bianco · e1 re del bianco · h1 torre del bianco | c8 re del nero · d8 torre del nero · g8 cavallo del nero · h8 torre del nero · a7 pedone del nero · b7 pedone del nero · d7 cavallo del nero · f7 pedone del nero · g7 pedone del nero · h7 pedone del nero · c6 pedone del nero · e6 pedone del nero · a5 donna del nero · b4 alfiere del nero · d4 pedone del bianco · f4 alfiere del bianco · a3 pedone del bianco · c3 cavallo del bianco · f3 donna del bianco · h3 pedone del bianco · b2 pedone del bianco · c2 pedone del bianco · e2 alfiere del bianco · f2 pedone del bianco · g2 pedone del bianco · a1 torre del bianco · e1 re del bianco · h1 torre del bianco | c8 re del nero · d8 torre del nero · g8 cavallo del nero · h8 torre del nero · a7 pedone del nero · b7 pedone del nero · d7 cavallo del nero · f7 pedone del nero · g7 pedone del nero · h7 pedone del nero · c6 pedone del nero · e6 pedone del nero · a5 donna del nero · b4 alfiere del nero · d4 pedone del bianco · f4 alfiere del bianco · a3 pedone del bianco · c3 cavallo del bianco · f3 donna del bianco · h3 pedone del bianco · b2 pedone del bianco · c2 pedone del bianco · e2 alfiere del bianco · f2 pedone del bianco · g2 pedone del bianco · a1 torre del bianco · e1 re del bianco · h1 torre del bianco | c8 re del nero · d8 torre del nero · g8 cavallo del nero · h8 torre del nero · a7 pedone del nero · b7 pedone del nero · d7 cavallo del nero · f7 pedone del nero · g7 pedone del nero · h7 pedone del nero · c6 pedone del nero · e6 pedone del nero · a5 donna del nero · b4 alfiere del nero · d4 pedone del bianco · f4 alfiere del bianco · a3 pedone del bianco · c3 cavallo del bianco · f3 donna del bianco · h3 pedone del bianco · b2 pedone del bianco · c2 pedone del bianco · e2 alfiere del bianco · f2 pedone del bianco · g2 pedone del bianco · a1 torre del bianco · e1 re del bianco · h1 torre del bianco | c8 re del nero · d8 torre del nero · g8 cavallo del nero · h8 torre del nero · a7 pedone del nero · b7 pedone del nero · d7 cavallo del nero · f7 pedone del nero · g7 pedone del nero · h7 pedone del nero · c6 pedone del nero · e6 pedone del nero · a5 donna del nero · b4 alfiere del nero · d4 pedone del bianco · f4 alfiere del bianco · a3 pedone del bianco · c3 cavallo del bianco · f3 donna del bianco · h3 pedone del bianco · b2 pedone del bianco · c2 pedone del bianco · e2 alfiere del bianco · f2 pedone del bianco · g2 pedone del bianco · a1 torre del bianco · e1 re del bianco · h1 torre del bianco | 6 |
| 5 | c8 re del nero · d8 torre del nero · g8 cavallo del nero · h8 torre del nero · a7 pedone del nero · b7 pedone del nero · d7 cavallo del nero · f7 pedone del nero · g7 pedone del nero · h7 pedone del nero · c6 pedone del nero · e6 pedone del nero · a5 donna del nero · b4 alfiere del nero · d4 pedone del bianco · f4 alfiere del bianco · a3 pedone del bianco · c3 cavallo del bianco · f3 donna del bianco · h3 pedone del bianco · b2 pedone del bianco · c2 pedone del bianco · e2 alfiere del bianco · f2 pedone del bianco · g2 pedone del bianco · a1 torre del bianco · e1 re del bianco · h1 torre del bianco | c8 re del nero · d8 torre del nero · g8 cavallo del nero · h8 torre del nero · a7 pedone del nero · b7 pedone del nero · d7 cavallo del nero · f7 pedone del nero · g7 pedone del nero · h7 pedone del nero · c6 pedone del nero · e6 pedone del nero · a5 donna del nero · b4 alfiere del nero · d4 pedone del bianco · f4 alfiere del bianco · a3 pedone del bianco · c3 cavallo del bianco · f3 donna del bianco · h3 pedone del bianco · b2 pedone del bianco · c2 pedone del bianco · e2 alfiere del bianco · f2 pedone del bianco · g2 pedone del bianco · a1 torre del bianco · e1 re del bianco · h1 torre del bianco | c8 re del nero · d8 torre del nero · g8 cavallo del nero · h8 torre del nero · a7 pedone del nero · b7 pedone del nero · d7 cavallo del nero · f7 pedone del nero · g7 pedone del nero · h7 pedone del nero · c6 pedone del nero · e6 pedone del nero · a5 donna del nero · b4 alfiere del nero · d4 pedone del bianco · f4 alfiere del bianco · a3 pedone del bianco · c3 cavallo del bianco · f3 donna del bianco · h3 pedone del bianco · b2 pedone del bianco · c2 pedone del bianco · e2 alfiere del bianco · f2 pedone del bianco · g2 pedone del bianco · a1 torre del bianco · e1 re del bianco · h1 torre del bianco | c8 re del nero · d8 torre del nero · g8 cavallo del nero · h8 torre del nero · a7 pedone del nero · b7 pedone del nero · d7 cavallo del nero · f7 pedone del nero · g7 pedone del nero · h7 pedone del nero · c6 pedone del nero · e6 pedone del nero · a5 donna del nero · b4 alfiere del nero · d4 pedone del bianco · f4 alfiere del bianco · a3 pedone del bianco · c3 cavallo del bianco · f3 donna del bianco · h3 pedone del bianco · b2 pedone del bianco · c2 pedone del bianco · e2 alfiere del bianco · f2 pedone del bianco · g2 pedone del bianco · a1 torre del bianco · e1 re del bianco · h1 torre del bianco | c8 re del nero · d8 torre del nero · g8 cavallo del nero · h8 torre del nero · a7 pedone del nero · b7 pedone del nero · d7 cavallo del nero · f7 pedone del nero · g7 pedone del nero · h7 pedone del nero · c6 pedone del nero · e6 pedone del nero · a5 donna del nero · b4 alfiere del nero · d4 pedone del bianco · f4 alfiere del bianco · a3 pedone del bianco · c3 cavallo del bianco · f3 donna del bianco · h3 pedone del bianco · b2 pedone del bianco · c2 pedone del bianco · e2 alfiere del bianco · f2 pedone del bianco · g2 pedone del bianco · a1 torre del bianco · e1 re del bianco · h1 torre del bianco | c8 re del nero · d8 torre del nero · g8 cavallo del nero · h8 torre del nero · a7 pedone del nero · b7 pedone del nero · d7 cavallo del nero · f7 pedone del nero · g7 pedone del nero · h7 pedone del nero · c6 pedone del nero · e6 pedone del nero · a5 donna del nero · b4 alfiere del nero · d4 pedone del bianco · f4 alfiere del bianco · a3 pedone del bianco · c3 cavallo del bianco · f3 donna del bianco · h3 pedone del bianco · b2 pedone del bianco · c2 pedone del bianco · e2 alfiere del bianco · f2 pedone del bianco · g2 pedone del bianco · a1 torre del bianco · e1 re del bianco · h1 torre del bianco | c8 re del nero · d8 torre del nero · g8 cavallo del nero · h8 torre del nero · a7 pedone del nero · b7 pedone del nero · d7 cavallo del nero · f7 pedone del nero · g7 pedone del nero · h7 pedone del nero · c6 pedone del nero · e6 pedone del nero · a5 donna del nero · b4 alfiere del nero · d4 pedone del bianco · f4 alfiere del bianco · a3 pedone del bianco · c3 cavallo del bianco · f3 donna del bianco · h3 pedone del bianco · b2 pedone del bianco · c2 pedone del bianco · e2 alfiere del bianco · f2 pedone del bianco · g2 pedone del bianco · a1 torre del bianco · e1 re del bianco · h1 torre del bianco | c8 re del nero · d8 torre del nero · g8 cavallo del nero · h8 torre del nero · a7 pedone del nero · b7 pedone del nero · d7 cavallo del nero · f7 pedone del nero · g7 pedone del nero · h7 pedone del nero · c6 pedone del nero · e6 pedone del nero · a5 donna del nero · b4 alfiere del nero · d4 pedone del bianco · f4 alfiere del bianco · a3 pedone del bianco · c3 cavallo del bianco · f3 donna del bianco · h3 pedone del bianco · b2 pedone del bianco · c2 pedone del bianco · e2 alfiere del bianco · f2 pedone del bianco · g2 pedone del bianco · a1 torre del bianco · e1 re del bianco · h1 torre del bianco | 5 |
| 4 | c8 re del nero · d8 torre del nero · g8 cavallo del nero · h8 torre del nero · a7 pedone del nero · b7 pedone del nero · d7 cavallo del nero · f7 pedone del nero · g7 pedone del nero · h7 pedone del nero · c6 pedone del nero · e6 pedone del nero · a5 donna del nero · b4 alfiere del nero · d4 pedone del bianco · f4 alfiere del bianco · a3 pedone del bianco · c3 cavallo del bianco · f3 donna del bianco · h3 pedone del bianco · b2 pedone del bianco · c2 pedone del bianco · e2 alfiere del bianco · f2 pedone del bianco · g2 pedone del bianco · a1 torre del bianco · e1 re del bianco · h1 torre del bianco | c8 re del nero · d8 torre del nero · g8 cavallo del nero · h8 torre del nero · a7 pedone del nero · b7 pedone del nero · d7 cavallo del nero · f7 pedone del nero · g7 pedone del nero · h7 pedone del nero · c6 pedone del nero · e6 pedone del nero · a5 donna del nero · b4 alfiere del nero · d4 pedone del bianco · f4 alfiere del bianco · a3 pedone del bianco · c3 cavallo del bianco · f3 donna del bianco · h3 pedone del bianco · b2 pedone del bianco · c2 pedone del bianco · e2 alfiere del bianco · f2 pedone del bianco · g2 pedone del bianco · a1 torre del bianco · e1 re del bianco · h1 torre del bianco | c8 re del nero · d8 torre del nero · g8 cavallo del nero · h8 torre del nero · a7 pedone del nero · b7 pedone del nero · d7 cavallo del nero · f7 pedone del nero · g7 pedone del nero · h7 pedone del nero · c6 pedone del nero · e6 pedone del nero · a5 donna del nero · b4 alfiere del nero · d4 pedone del bianco · f4 alfiere del bianco · a3 pedone del bianco · c3 cavallo del bianco · f3 donna del bianco · h3 pedone del bianco · b2 pedone del bianco · c2 pedone del bianco · e2 alfiere del bianco · f2 pedone del bianco · g2 pedone del bianco · a1 torre del bianco · e1 re del bianco · h1 torre del bianco | c8 re del nero · d8 torre del nero · g8 cavallo del nero · h8 torre del nero · a7 pedone del nero · b7 pedone del nero · d7 cavallo del nero · f7 pedone del nero · g7 pedone del nero · h7 pedone del nero · c6 pedone del nero · e6 pedone del nero · a5 donna del nero · b4 alfiere del nero · d4 pedone del bianco · f4 alfiere del bianco · a3 pedone del bianco · c3 cavallo del bianco · f3 donna del bianco · h3 pedone del bianco · b2 pedone del bianco · c2 pedone del bianco · e2 alfiere del bianco · f2 pedone del bianco · g2 pedone del bianco · a1 torre del bianco · e1 re del bianco · h1 torre del bianco | c8 re del nero · d8 torre del nero · g8 cavallo del nero · h8 torre del nero · a7 pedone del nero · b7 pedone del nero · d7 cavallo del nero · f7 pedone del nero · g7 pedone del nero · h7 pedone del nero · c6 pedone del nero · e6 pedone del nero · a5 donna del nero · b4 alfiere del nero · d4 pedone del bianco · f4 alfiere del bianco · a3 pedone del bianco · c3 cavallo del bianco · f3 donna del bianco · h3 pedone del bianco · b2 pedone del bianco · c2 pedone del bianco · e2 alfiere del bianco · f2 pedone del bianco · g2 pedone del bianco · a1 torre del bianco · e1 re del bianco · h1 torre del bianco | c8 re del nero · d8 torre del nero · g8 cavallo del nero · h8 torre del nero · a7 pedone del nero · b7 pedone del nero · d7 cavallo del nero · f7 pedone del nero · g7 pedone del nero · h7 pedone del nero · c6 pedone del nero · e6 pedone del nero · a5 donna del nero · b4 alfiere del nero · d4 pedone del bianco · f4 alfiere del bianco · a3 pedone del bianco · c3 cavallo del bianco · f3 donna del bianco · h3 pedone del bianco · b2 pedone del bianco · c2 pedone del bianco · e2 alfiere del bianco · f2 pedone del bianco · g2 pedone del bianco · a1 torre del bianco · e1 re del bianco · h1 torre del bianco | c8 re del nero · d8 torre del nero · g8 cavallo del nero · h8 torre del nero · a7 pedone del nero · b7 pedone del nero · d7 cavallo del nero · f7 pedone del nero · g7 pedone del nero · h7 pedone del nero · c6 pedone del nero · e6 pedone del nero · a5 donna del nero · b4 alfiere del nero · d4 pedone del bianco · f4 alfiere del bianco · a3 pedone del bianco · c3 cavallo del bianco · f3 donna del bianco · h3 pedone del bianco · b2 pedone del bianco · c2 pedone del bianco · e2 alfiere del bianco · f2 pedone del bianco · g2 pedone del bianco · a1 torre del bianco · e1 re del bianco · h1 torre del bianco | c8 re del nero · d8 torre del nero · g8 cavallo del nero · h8 torre del nero · a7 pedone del nero · b7 pedone del nero · d7 cavallo del nero · f7 pedone del nero · g7 pedone del nero · h7 pedone del nero · c6 pedone del nero · e6 pedone del nero · a5 donna del nero · b4 alfiere del nero · d4 pedone del bianco · f4 alfiere del bianco · a3 pedone del bianco · c3 cavallo del bianco · f3 donna del bianco · h3 pedone del bianco · b2 pedone del bianco · c2 pedone del bianco · e2 alfiere del bianco · f2 pedone del bianco · g2 pedone del bianco · a1 torre del bianco · e1 re del bianco · h1 torre del bianco | 4 |
| 3 | c8 re del nero · d8 torre del nero · g8 cavallo del nero · h8 torre del nero · a7 pedone del nero · b7 pedone del nero · d7 cavallo del nero · f7 pedone del nero · g7 pedone del nero · h7 pedone del nero · c6 pedone del nero · e6 pedone del nero · a5 donna del nero · b4 alfiere del nero · d4 pedone del bianco · f4 alfiere del bianco · a3 pedone del bianco · c3 cavallo del bianco · f3 donna del bianco · h3 pedone del bianco · b2 pedone del bianco · c2 pedone del bianco · e2 alfiere del bianco · f2 pedone del bianco · g2 pedone del bianco · a1 torre del bianco · e1 re del bianco · h1 torre del bianco | c8 re del nero · d8 torre del nero · g8 cavallo del nero · h8 torre del nero · a7 pedone del nero · b7 pedone del nero · d7 cavallo del nero · f7 pedone del nero · g7 pedone del nero · h7 pedone del nero · c6 pedone del nero · e6 pedone del nero · a5 donna del nero · b4 alfiere del nero · d4 pedone del bianco · f4 alfiere del bianco · a3 pedone del bianco · c3 cavallo del bianco · f3 donna del bianco · h3 pedone del bianco · b2 pedone del bianco · c2 pedone del bianco · e2 alfiere del bianco · f2 pedone del bianco · g2 pedone del bianco · a1 torre del bianco · e1 re del bianco · h1 torre del bianco | c8 re del nero · d8 torre del nero · g8 cavallo del nero · h8 torre del nero · a7 pedone del nero · b7 pedone del nero · d7 cavallo del nero · f7 pedone del nero · g7 pedone del nero · h7 pedone del nero · c6 pedone del nero · e6 pedone del nero · a5 donna del nero · b4 alfiere del nero · d4 pedone del bianco · f4 alfiere del bianco · a3 pedone del bianco · c3 cavallo del bianco · f3 donna del bianco · h3 pedone del bianco · b2 pedone del bianco · c2 pedone del bianco · e2 alfiere del bianco · f2 pedone del bianco · g2 pedone del bianco · a1 torre del bianco · e1 re del bianco · h1 torre del bianco | c8 re del nero · d8 torre del nero · g8 cavallo del nero · h8 torre del nero · a7 pedone del nero · b7 pedone del nero · d7 cavallo del nero · f7 pedone del nero · g7 pedone del nero · h7 pedone del nero · c6 pedone del nero · e6 pedone del nero · a5 donna del nero · b4 alfiere del nero · d4 pedone del bianco · f4 alfiere del bianco · a3 pedone del bianco · c3 cavallo del bianco · f3 donna del bianco · h3 pedone del bianco · b2 pedone del bianco · c2 pedone del bianco · e2 alfiere del bianco · f2 pedone del bianco · g2 pedone del bianco · a1 torre del bianco · e1 re del bianco · h1 torre del bianco | c8 re del nero · d8 torre del nero · g8 cavallo del nero · h8 torre del nero · a7 pedone del nero · b7 pedone del nero · d7 cavallo del nero · f7 pedone del nero · g7 pedone del nero · h7 pedone del nero · c6 pedone del nero · e6 pedone del nero · a5 donna del nero · b4 alfiere del nero · d4 pedone del bianco · f4 alfiere del bianco · a3 pedone del bianco · c3 cavallo del bianco · f3 donna del bianco · h3 pedone del bianco · b2 pedone del bianco · c2 pedone del bianco · e2 alfiere del bianco · f2 pedone del bianco · g2 pedone del bianco · a1 torre del bianco · e1 re del bianco · h1 torre del bianco | c8 re del nero · d8 torre del nero · g8 cavallo del nero · h8 torre del nero · a7 pedone del nero · b7 pedone del nero · d7 cavallo del nero · f7 pedone del nero · g7 pedone del nero · h7 pedone del nero · c6 pedone del nero · e6 pedone del nero · a5 donna del nero · b4 alfiere del nero · d4 pedone del bianco · f4 alfiere del bianco · a3 pedone del bianco · c3 cavallo del bianco · f3 donna del bianco · h3 pedone del bianco · b2 pedone del bianco · c2 pedone del bianco · e2 alfiere del bianco · f2 pedone del bianco · g2 pedone del bianco · a1 torre del bianco · e1 re del bianco · h1 torre del bianco | c8 re del nero · d8 torre del nero · g8 cavallo del nero · h8 torre del nero · a7 pedone del nero · b7 pedone del nero · d7 cavallo del nero · f7 pedone del nero · g7 pedone del nero · h7 pedone del nero · c6 pedone del nero · e6 pedone del nero · a5 donna del nero · b4 alfiere del nero · d4 pedone del bianco · f4 alfiere del bianco · a3 pedone del bianco · c3 cavallo del bianco · f3 donna del bianco · h3 pedone del bianco · b2 pedone del bianco · c2 pedone del bianco · e2 alfiere del bianco · f2 pedone del bianco · g2 pedone del bianco · a1 torre del bianco · e1 re del bianco · h1 torre del bianco | c8 re del nero · d8 torre del nero · g8 cavallo del nero · h8 torre del nero · a7 pedone del nero · b7 pedone del nero · d7 cavallo del nero · f7 pedone del nero · g7 pedone del nero · h7 pedone del nero · c6 pedone del nero · e6 pedone del nero · a5 donna del nero · b4 alfiere del nero · d4 pedone del bianco · f4 alfiere del bianco · a3 pedone del bianco · c3 cavallo del bianco · f3 donna del bianco · h3 pedone del bianco · b2 pedone del bianco · c2 pedone del bianco · e2 alfiere del bianco · f2 pedone del bianco · g2 pedone del bianco · a1 torre del bianco · e1 re del bianco · h1 torre del bianco | 3 |
| 2 | c8 re del nero · d8 torre del nero · g8 cavallo del nero · h8 torre del nero · a7 pedone del nero · b7 pedone del nero · d7 cavallo del nero · f7 pedone del nero · g7 pedone del nero · h7 pedone del nero · c6 pedone del nero · e6 pedone del nero · a5 donna del nero · b4 alfiere del nero · d4 pedone del bianco · f4 alfiere del bianco · a3 pedone del bianco · c3 cavallo del bianco · f3 donna del bianco · h3 pedone del bianco · b2 pedone del bianco · c2 pedone del bianco · e2 alfiere del bianco · f2 pedone del bianco · g2 pedone del bianco · a1 torre del bianco · e1 re del bianco · h1 torre del bianco | c8 re del nero · d8 torre del nero · g8 cavallo del nero · h8 torre del nero · a7 pedone del nero · b7 pedone del nero · d7 cavallo del nero · f7 pedone del nero · g7 pedone del nero · h7 pedone del nero · c6 pedone del nero · e6 pedone del nero · a5 donna del nero · b4 alfiere del nero · d4 pedone del bianco · f4 alfiere del bianco · a3 pedone del bianco · c3 cavallo del bianco · f3 donna del bianco · h3 pedone del bianco · b2 pedone del bianco · c2 pedone del bianco · e2 alfiere del bianco · f2 pedone del bianco · g2 pedone del bianco · a1 torre del bianco · e1 re del bianco · h1 torre del bianco | c8 re del nero · d8 torre del nero · g8 cavallo del nero · h8 torre del nero · a7 pedone del nero · b7 pedone del nero · d7 cavallo del nero · f7 pedone del nero · g7 pedone del nero · h7 pedone del nero · c6 pedone del nero · e6 pedone del nero · a5 donna del nero · b4 alfiere del nero · d4 pedone del bianco · f4 alfiere del bianco · a3 pedone del bianco · c3 cavallo del bianco · f3 donna del bianco · h3 pedone del bianco · b2 pedone del bianco · c2 pedone del bianco · e2 alfiere del bianco · f2 pedone del bianco · g2 pedone del bianco · a1 torre del bianco · e1 re del bianco · h1 torre del bianco | c8 re del nero · d8 torre del nero · g8 cavallo del nero · h8 torre del nero · a7 pedone del nero · b7 pedone del nero · d7 cavallo del nero · f7 pedone del nero · g7 pedone del nero · h7 pedone del nero · c6 pedone del nero · e6 pedone del nero · a5 donna del nero · b4 alfiere del nero · d4 pedone del bianco · f4 alfiere del bianco · a3 pedone del bianco · c3 cavallo del bianco · f3 donna del bianco · h3 pedone del bianco · b2 pedone del bianco · c2 pedone del bianco · e2 alfiere del bianco · f2 pedone del bianco · g2 pedone del bianco · a1 torre del bianco · e1 re del bianco · h1 torre del bianco | c8 re del nero · d8 torre del nero · g8 cavallo del nero · h8 torre del nero · a7 pedone del nero · b7 pedone del nero · d7 cavallo del nero · f7 pedone del nero · g7 pedone del nero · h7 pedone del nero · c6 pedone del nero · e6 pedone del nero · a5 donna del nero · b4 alfiere del nero · d4 pedone del bianco · f4 alfiere del bianco · a3 pedone del bianco · c3 cavallo del bianco · f3 donna del bianco · h3 pedone del bianco · b2 pedone del bianco · c2 pedone del bianco · e2 alfiere del bianco · f2 pedone del bianco · g2 pedone del bianco · a1 torre del bianco · e1 re del bianco · h1 torre del bianco | c8 re del nero · d8 torre del nero · g8 cavallo del nero · h8 torre del nero · a7 pedone del nero · b7 pedone del nero · d7 cavallo del nero · f7 pedone del nero · g7 pedone del nero · h7 pedone del nero · c6 pedone del nero · e6 pedone del nero · a5 donna del nero · b4 alfiere del nero · d4 pedone del bianco · f4 alfiere del bianco · a3 pedone del bianco · c3 cavallo del bianco · f3 donna del bianco · h3 pedone del bianco · b2 pedone del bianco · c2 pedone del bianco · e2 alfiere del bianco · f2 pedone del bianco · g2 pedone del bianco · a1 torre del bianco · e1 re del bianco · h1 torre del bianco | c8 re del nero · d8 torre del nero · g8 cavallo del nero · h8 torre del nero · a7 pedone del nero · b7 pedone del nero · d7 cavallo del nero · f7 pedone del nero · g7 pedone del nero · h7 pedone del nero · c6 pedone del nero · e6 pedone del nero · a5 donna del nero · b4 alfiere del nero · d4 pedone del bianco · f4 alfiere del bianco · a3 pedone del bianco · c3 cavallo del bianco · f3 donna del bianco · h3 pedone del bianco · b2 pedone del bianco · c2 pedone del bianco · e2 alfiere del bianco · f2 pedone del bianco · g2 pedone del bianco · a1 torre del bianco · e1 re del bianco · h1 torre del bianco | c8 re del nero · d8 torre del nero · g8 cavallo del nero · h8 torre del nero · a7 pedone del nero · b7 pedone del nero · d7 cavallo del nero · f7 pedone del nero · g7 pedone del nero · h7 pedone del nero · c6 pedone del nero · e6 pedone del nero · a5 donna del nero · b4 alfiere del nero · d4 pedone del bianco · f4 alfiere del bianco · a3 pedone del bianco · c3 cavallo del bianco · f3 donna del bianco · h3 pedone del bianco · b2 pedone del bianco · c2 pedone del bianco · e2 alfiere del bianco · f2 pedone del bianco · g2 pedone del bianco · a1 torre del bianco · e1 re del bianco · h1 torre del bianco | 2 |
| 1 | c8 re del nero · d8 torre del nero · g8 cavallo del nero · h8 torre del nero · a7 pedone del nero · b7 pedone del nero · d7 cavallo del nero · f7 pedone del nero · g7 pedone del nero · h7 pedone del nero · c6 pedone del nero · e6 pedone del nero · a5 donna del nero · b4 alfiere del nero · d4 pedone del bianco · f4 alfiere del bianco · a3 pedone del bianco · c3 cavallo del bianco · f3 donna del bianco · h3 pedone del bianco · b2 pedone del bianco · c2 pedone del bianco · e2 alfiere del bianco · f2 pedone del bianco · g2 pedone del bianco · a1 torre del bianco · e1 re del bianco · h1 torre del bianco | c8 re del nero · d8 torre del nero · g8 cavallo del nero · h8 torre del nero · a7 pedone del nero · b7 pedone del nero · d7 cavallo del nero · f7 pedone del nero · g7 pedone del nero · h7 pedone del nero · c6 pedone del nero · e6 pedone del nero · a5 donna del nero · b4 alfiere del nero · d4 pedone del bianco · f4 alfiere del bianco · a3 pedone del bianco · c3 cavallo del bianco · f3 donna del bianco · h3 pedone del bianco · b2 pedone del bianco · c2 pedone del bianco · e2 alfiere del bianco · f2 pedone del bianco · g2 pedone del bianco · a1 torre del bianco · e1 re del bianco · h1 torre del bianco | c8 re del nero · d8 torre del nero · g8 cavallo del nero · h8 torre del nero · a7 pedone del nero · b7 pedone del nero · d7 cavallo del nero · f7 pedone del nero · g7 pedone del nero · h7 pedone del nero · c6 pedone del nero · e6 pedone del nero · a5 donna del nero · b4 alfiere del nero · d4 pedone del bianco · f4 alfiere del bianco · a3 pedone del bianco · c3 cavallo del bianco · f3 donna del bianco · h3 pedone del bianco · b2 pedone del bianco · c2 pedone del bianco · e2 alfiere del bianco · f2 pedone del bianco · g2 pedone del bianco · a1 torre del bianco · e1 re del bianco · h1 torre del bianco | c8 re del nero · d8 torre del nero · g8 cavallo del nero · h8 torre del nero · a7 pedone del nero · b7 pedone del nero · d7 cavallo del nero · f7 pedone del nero · g7 pedone del nero · h7 pedone del nero · c6 pedone del nero · e6 pedone del nero · a5 donna del nero · b4 alfiere del nero · d4 pedone del bianco · f4 alfiere del bianco · a3 pedone del bianco · c3 cavallo del bianco · f3 donna del bianco · h3 pedone del bianco · b2 pedone del bianco · c2 pedone del bianco · e2 alfiere del bianco · f2 pedone del bianco · g2 pedone del bianco · a1 torre del bianco · e1 re del bianco · h1 torre del bianco | c8 re del nero · d8 torre del nero · g8 cavallo del nero · h8 torre del nero · a7 pedone del nero · b7 pedone del nero · d7 cavallo del nero · f7 pedone del nero · g7 pedone del nero · h7 pedone del nero · c6 pedone del nero · e6 pedone del nero · a5 donna del nero · b4 alfiere del nero · d4 pedone del bianco · f4 alfiere del bianco · a3 pedone del bianco · c3 cavallo del bianco · f3 donna del bianco · h3 pedone del bianco · b2 pedone del bianco · c2 pedone del bianco · e2 alfiere del bianco · f2 pedone del bianco · g2 pedone del bianco · a1 torre del bianco · e1 re del bianco · h1 torre del bianco | c8 re del nero · d8 torre del nero · g8 cavallo del nero · h8 torre del nero · a7 pedone del nero · b7 pedone del nero · d7 cavallo del nero · f7 pedone del nero · g7 pedone del nero · h7 pedone del nero · c6 pedone del nero · e6 pedone del nero · a5 donna del nero · b4 alfiere del nero · d4 pedone del bianco · f4 alfiere del bianco · a3 pedone del bianco · c3 cavallo del bianco · f3 donna del bianco · h3 pedone del bianco · b2 pedone del bianco · c2 pedone del bianco · e2 alfiere del bianco · f2 pedone del bianco · g2 pedone del bianco · a1 torre del bianco · e1 re del bianco · h1 torre del bianco | c8 re del nero · d8 torre del nero · g8 cavallo del nero · h8 torre del nero · a7 pedone del nero · b7 pedone del nero · d7 cavallo del nero · f7 pedone del nero · g7 pedone del nero · h7 pedone del nero · c6 pedone del nero · e6 pedone del nero · a5 donna del nero · b4 alfiere del nero · d4 pedone del bianco · f4 alfiere del bianco · a3 pedone del bianco · c3 cavallo del bianco · f3 donna del bianco · h3 pedone del bianco · b2 pedone del bianco · c2 pedone del bianco · e2 alfiere del bianco · f2 pedone del bianco · g2 pedone del bianco · a1 torre del bianco · e1 re del bianco · h1 torre del bianco | c8 re del nero · d8 torre del nero · g8 cavallo del nero · h8 torre del nero · a7 pedone del nero · b7 pedone del nero · d7 cavallo del nero · f7 pedone del nero · g7 pedone del nero · h7 pedone del nero · c6 pedone del nero · e6 pedone del nero · a5 donna del nero · b4 alfiere del nero · d4 pedone del bianco · f4 alfiere del bianco · a3 pedone del bianco · c3 cavallo del bianco · f3 donna del bianco · h3 pedone del bianco · b2 pedone del bianco · c2 pedone del bianco · e2 alfiere del bianco · f2 pedone del bianco · g2 pedone del bianco · a1 torre del bianco · e1 re del bianco · h1 torre del bianco | 1 |
|   | a | b | c | d | e | f | g | h |   |

Canal – N.N., Budapest 1934 - Difesa Scandinava
1. e4 d5 2. exd5 Dxd5 3. Cc3 Da5 4. d4 c6 5. Cf3 Ag4 6. Af4 e6 7. h3 Axf3 8. Dxf3 Ab4 9. Ae2 Cd7 10. a3 O-O-O?? (vedi diagramma)
Reinfeld scrive in un suo libro: - Il Nero pensa che 11 ...axb4 è fuori discussione, ma il Bianco vede più lontano e, basandosi sulle eccellenti possibilità di attacco, trova una sorprendente continuazione. Iakov Nejstadt nota che la mossa giusta era 10. ...Cgf6. Seirawan e Minev commentano: - Morale: pensaci due volte prima di arroccare lungo!
11. axb4!! Dxa1+ 12. Rd2 Dxh1
Reinfeld fa notare che era preferibile, senza cambiare l'esito della partita, 12...Ce5 13.Axe5 Dxh1 14.Dxf7 Td7  (se 14...Ce7 15.Dxe6+!) 15.De8+ Td8 16.Dxe6+ Td7 17.Dd8+ Td8 18.Ag4#
13. Dxc6!! bxc6 14. Aa6#